# ساواس کوفیدیس
ساواس کوفیدیس (یونانی: Σάββας Κωφίδης؛ زادهٔ ۵ فوریهٔ ۱۹۶۱) بازیکن سابق و مربی فوتبال اهل یونان است.
از باشگاه‌هایی که در آن بازی کرده‌است می‌توان به باشگاه فوتبال المپیاکوس، باشگاه فوتبال آریس سالونیک، و باشگاه فوتبال ایراکلیس ۱۹۰۸ اشاره کرد.
وی همچنین در تیم ملی فوتبال یونان بازی کرده‌است.